# L'Allemagne disparaît
L'Allemagne disparaît (titre original : Deutschland schafft sich ab) est le titre d'un livre de Thilo Sarrazin publié en 2010. Sarrazin traite des effets sur l'Allemagne qui, à son avis, résulteront de la combinaison de la baisse de la natalité, d'une classe inférieure croissante et de l'immigration en provenance de pays principalement musulmans. Le livre a déjà attiré l'attention des médias dans la période précédant sa publication, Der Spiegel et le Bild-Zeitung ont publié des extraits à l'avance.

## Thèmes
Selon John Judis (en), Sarrazin plaide en faveur de la restriction de l'immigration musulmane en Allemagne au motif que les musulmans qui ont immigré en Allemagne en provenance de Turquie et d'autres pays musulmans n'ont pas réussi à s'intégrer dans la société allemande, vivent  culturellement séparés dans des quartiers majoritairement musulmans et que les deux tiers des immigrés musulmans d'Allemagne vivent de l'aide sociale.
Sarrazin soutient l'idée que si l'immigration se poursuivait, l'Allemagne deviendrait, avec le temps, un pays majoritairement musulman.

## Réception
Le livre a suscité un vif débat. Necla Kelek, sociologue d'origine turque, estime que les idées de Sarrazin sur l'éducation et l'immigration devraient être débattues sans le condamner mais que l'élite politique refuse d'engager le dialogue.